# José María Urien
José María Sebastián Urien (Buenos Aires, 21 de enero de 1791 - Buenos Aires, 9 de abril de 1823) fue un militar argentino que participó de las Invasiones inglesas y las Expediciones Auxiliadoras al Alto Perú. Protagonista, junto a su amante María Josefa Gutiérrez, del llamado "Crimen del pañuelo blanco".

## Biografía

### Orígenes
Era hijo del coronel del ejército español José Domingo Urien y de Rita Josefa de la Trinidad Elías Rivadeneira. Padre del coronel Carlos María Urien.

### Carrera
Luchó durante las Invasiones Inglesas como subteniente de bandera del Regimiento de Patricios, bajo el mando de su padre. Participó en la represión de la Asonada de Álzaga en enero de 1809 y fue ascendido al grado de capitán.
En 1810 fue ayudante de campo del comandante de la expedición auxiliar al interior, Francisco Ortiz de Ocampo. Personalmente capturó al ex virrey Santiago de Liniers cerca de Chañar, en el norte de Córdoba, y lo trató con brutalidad y desconsideración. Fue el encargado de dar la voz de "fuego" en el momento de su fusilamiento.
Incorporado al Ejército del Norte, participó en las batallas de Cotagaita y Suipacha. Fue nombrado segundo jefe del Regimiento de Voluntarios de Infantería de la ciudad de Potosí y combatió en la batalla de Huaqui.
De regreso en Buenos Aires, fue sumariado por orden del gobierno, acusado de cobardía e ineptitud. Cuando el juicio se cerró sin condena ni absolución, a mediados de 1812, solicitó y obtuvo su baja del Ejército.
El 29 de abril de 1814 fue nombrado Alcalde de Barrio sustituto para el cuartel Nº 7 (compuesto por las manzanas comprendidas entre las calles San Martín-Bolívar, Esmeralda-Piedras, Hipólito Irigoyen y Sarmiento). El acta del Cabildo correspondiente reza: "Regidores D. Miguel Gutiérrez, Manuel José Galup, D. León Ortiz de Rozas, D. Manuel Navarro y D. Felipe Trillo, siendo igualmente presente el caballero Síndico Procurador Gral. D. Manuel Maza: Se vio un escrito de D. Julián Panelo presentado al supremo director porque se remitió a informe del cabildo, en que solicita licencia para pasar a Santa Fe en negocios propios, y que se prevenga a este ayuntamiento nombre quien lo substituya en este interín en el cargo de Alcalde del Cuartel número siete; y los SS. acordaron se informe a SE. no encontrar inconveniente, para que se le conceda la licencia, que solicita, respecto a estar conforme en que lo substituya D. José María Urien propuesto al efecto por D. Julián Panelo".
A mediados de 1814 José Román Baudrix (pariente político del coronel Manuel Dorrego) demandó a Urien para que desocupara una casa de su propiedad, por haber expirado el año del arrendamiento acordado. El Tribunal de Cuentas (donde el padre de Urien se desempeñaba como contador) propuso un nuevo contrato por el cual el propietario alquilaría la propiedad un año más, estableciendo un nuevo importe y otras cláusulas, y comprometiéndose ambas partes a su total cumplimiento.
En marzo de 1815, tras la caída del gobierno de Carlos María de Alvear, se reincorporó al Ejército, siendo agregado como oficial al 2° Tercio Cívico de la Guardia Nacional de Infantería, una vez más a las órdenes de su padre. 
Se vivían grandes convulsiones políticas. Artigas que representaba uno de los principales peligros para los centralistas porteños, y el director Supremo Alvear propuso a cambio de su retirada de las provincias del litoral, conceder la independencia a la Banda Oriental. Artigas rechazó el ofrecimiento con altivez. Sobrevino el motín de Fontezuelas, el 3 de abril de 1815, que puso en jaque las ambiciones de Alvear; y Buenos Aires se plegó al movimiento. En aquella ocasión el 2° Tercio Cívico, donde servían ambos Urien, padre e hijo, jugó un rol principal. El 15 de abril, ante la posibilidad de un ataque directorial, que avanzaban desde San Isidro con Alvear a la cabeza, los hombres del Tercio declararon estar "resueltos a sepultarse antes que entregarse a Alvear". El jefe directorial se vio obligado a renunciar, buscando asilo en una fragata de guerra inglesa.
Quizá hastiado de la vida de cuartel, el 23 de mayo de 1815 Urien solicitó permiso al gobierno para establecer una casa de remates en su domicilio, lo que le fue concedido.

### Crimen del "pañuelo blanco"
Alrededor de 1814, ya reincorporado a la vida civil, Urien comenzó un amorío con María Josefa Gutiérrez, también conocida como Pepa Larrica. 
Porteña, un año mayor que José María, Josefa había casado en 1808 con Manuel Larrica, pudiente comerciante burgalés afincado en el Río de la Plata durante los últimos años del Virreinato. De esta unión, entre 1809 y 1816, nacieron cuatro hijas: Regina Mercedes, María Josefa de los Dolores, Manuela Estanislada, Estefanía Rosa, y María Josefa. 
A fin de seducir a su mujer, Urien se acercó a Larrica, prometiéndole conseguirle una rebaja en las contribuciones impuestas por el director Supremo Pueyrredón a todos los comerciantes europeos residentes, para costear los ejércitos nacionales. Urien, que a la sazón se desempeñaba como Alcalde de Barrio, una de cuyas funciones era recaudar esos aportes, cumplió su palabra, y entró en el círculo de confianza del comerciante. El resto se supone: Urien era joven, alto y buenmozo, su foja de servicios lo precedía, y un contemporáneo dice de él: "De muy buen aspecto, era un favorito de las mujeres, y todo un hombre de mundo". Josefa tenía la misma edad, era atractiva, inteligente e inescrupulosa. 
La relación entre ambos se extendió hasta alcanzar su clímax en el crimen: el asesinato de Manuel Larrica. El 25 de julio de 1815, Larrica iría en compañía de Urien a una finca propiedad de otro comerciante, Sotoca, para inspeccionar alguna mercadería que el segundo decía tener allí depositada. Una vez en el sótano, Urien atacó al comerciante con un arma blanca, dándole muerte. Esa misma noche, Larrica debía asistir al teato en compañía de su mujer. Los amantes habían acordado una señal: Urien se presentaría en su lugar y se pasaría un pañuelo blanco por el rostro. Al ver esto, Josefa sabría que el crimen estaba consumado. Y así sucedió. 
Tras la misteriosa "desaparición" de Larrica, su mujer no tardó en denunciar este abandono, y se hicieron las averiguaciones pertinentes a fin de dar con el paradero del comerciante. El capitán del puerto Blas José Pico fue el encargado de la tarea, aunque nunca logró dar ni con Larrica ni con su destino. 
Según un contemporáneo, "el cadáver había sido cortado en pedazos y enterrado en distintos momentos y lugares. Desde el crimen, Urien había estado en Perú, y luego había vivido también en Buenos Aires, libre de toda sospecha". 
Efectivamente, la pareja continuó con sus amoríos, que hacía años era un "secreto a voces". Cabe recordar que desde 1812 Urien estaba casado con Catalina Salinas, y eran padres de Manuela Dolores Rita Celedonia, nacida en 1813. Ni esto, ni las cinco hijas del matrimonio Larrica-Gutiérrez, ni la aparente desaparición del comerciante, impidió que fruto del vínculo entre los asesinos nacieran, por lo menos, dos hijos naturales: Carlos María, el 4 de noviembre de 1816, que sería adoptado por sus abuelos paternos (la partida de bautismo lo declara hijo de "padres no conocidos"). Y Rita, nacida alrededor de 1820, y llamada igual que la madre de Urien, Rita Elías, su abuela paterna, que a la vez había actuado como madrina de bautismo de Carlos María, y que probablemente también lo fuera de esta segunda hija. Cabe también señalar que como padrino de María Josefa Larrica, la última de las hijas de Manuel y Josefa, nacida en marzo de 1816, actuó José Domingo, el padre de José María.

### Caída en desgracia
A principios de 1822, siete años después del crimen, una noticia sacudió a Buenos Aires. Según algunas versiones, en el sótano de una casa ubicada en la calle de San Andrés (hoy Chile), dentro de un saco de yerba, apareció el cadáver (o parte) de Larrica, cosido a puñaladas. Todos apuntaron a la célebre pareja. La parda Rufina, una especie de madama que regenteaba un local en La Recova y que servía de criada a Josefa, intentó salvarla e inculpó a Urien. Sin embargo, algunas cartas y la infidencia de los criados permitieron establecer que no uno, sino los dos estaban involucrados, ella como instigadora y él como ejecutor. 
María Josefa Gutiérrez fue confinada a Bahía Blanca tras el escándalo. Sin embargo, el 25 de enero de 1825 estaba de vuelta en la capital, junto a sus hijas "Pepa, Mercedes, Mariquita y Rita y como criados, hombres y mujeres", procedentes todos de la Bajada del Paraná, en la provincia de Entre Ríos. De los hijos habidos con Urien, Carlos quedó al cuidado de su abuela paterna y Rita al de su madre, aunque es posible que tuviera relación con su familia paterna. José Domingo falleció a finales de 1817. 
Arrestado en abril de 1822, Urien esperaba ser juzgado cuando estalló la Revolución de los Apostólicos, dirigida por Gregorio García de Tagle, que buscaba derrocar la administración de Bernardino Rivadavia, tío segundo de Urien. Este alzamiento tuvo su origen en una serie de conflictos causados por las reformas emprendidas: ciertos políticos –entre ellos el propio Tagle– habían sido dejados de lado tras años de tener un considerable influjo político; los católicos más activos se oponían a la reforma de las órdenes monásticas; y los militares reformados se quejaban de la baja jubilación que recibían.
En un principio, Urien no tenía nada que ver con la revolución. Pero los jefes de la misma notaron que no tenían fuerzas suficientes para vencer a las del gobierno, por lo que liberaron a todos los presos de las cárceles. Entre ellos estaba el coronel Urien, que –en su carácter de oficial de más alto rango– asumió el mando militar. Las fuerzas rebeldes tomaron el control de la Plaza de Mayo, algunos cuarteles y el Cabildo. Pero las fuerzas leales al gobierno se reunieron en los alrededores de la Plaza y luego de dos horas de indecisión, atacaron con energía. Los rebeldes fueron rápidamente derrotados, y sus jefes tomados prisioneros. Tagle, por su parte, huyó a Montevideo. 
Urien, por su parte, desde el lugar en que se ocultaba, escribió a Rivadavia una carta solicitando se le perdonara la vida, a cambio de denunciar todo lo que sabía acerca de la conspiración:

Mi tío y señor,

Un hombre desgraciado implora su protección, y que tenga presente las lágrimas de mi señora madre. Suplico se me permita presentar donde se me ordene bajo la garantía de mi vida y dándoseme pasaporte para Montevideo, sin que pueda volver al país en ningún tiempo, ofreciendo delatar a todos los cómplices cuyos sujetos no se han obrado y están en nuevos planes, y otras cosas grandes que se sabrán, pues han sido unos bajos cobardes que no han hecho más que comprometerme con ofertas y tropas las que no hubo, y con la capa de unir la religión. Si esta súplica hubiese lugar ante el gobierno, dé la garantía a mi madre por escrito, y una circular a los jueces de Barracas hasta la Ensenada de Barragán que si me presento se me conduzca ante el gobierno; mas digo que asegurado que sea de que antes de las 24 horas se me dé mi pasaporte para embarcarme, haré sorprender un depósito de sables y pistolas y municiones, y quince mil pesos en onzas de oro, destinado sólo para dicha revolución. Espero se duela usted de un pariente desgraciado. Yo en mi vida no he alborotado ni he puesto en desorden a mi Patria; al contrario, he esgrimido mi espada con honor contra sus enemigos, como es constante por miles de documentos que conservo, pero me ha dado la calumnia del bajo Nogué, acusándome de asesino de la Rica, de aquella muerte, soy inocente, y sin embargo de serlo se me ha detenido en un calabozo once meses, los que me han causado desesperación.

Suplico por la respuesta y espero de su generoso corazón así lo haga para sosiego de mi desgraciada madre, la que me aseguran está sin consuelo.

Rivadavia leyó impávido la súplica, pero como le interesaba descubrir el depósito de las armas mencionadas, el 22 de marzo ordenó conceder la garantía al prófugo.
Urien se entregó en la mañana del mismo día, previa promesa de que la pena de muerte le sería conmutada por la de destierro perpetuo. El juez García de Cossio pasó a tomar al reo su declaración indagatoria, en la que éste expuso los nombres de los responsables, los motivos que lo llevaron a participar del movimiento y el armamento que se suponía oculto a tal fin.
Tomada esta declaración se practicaron todas las diligencias relativas a averiguar si las armas y municiones se hallaban donde decía Urien, pero nada fue verificado.
John Murray Forbes, cónsul norteamericano, apuntó la mañana del 25 de marzo de 1823:

Acabo de recibir la más penosa visita. Se trataba de la madre de Urien, anciana respetable, a quien acompañaban otras tres señoras. Ella se postró a mis pies y con el acento más desgarrador, impetró mi influencia para salvar la vida de su hijo, condenado a morir, a despecho de la promesa escrita y formal del gobierno, de conmutar esa pena por el destierro perpetuo. Le dije que yo estaba convencido que el gobierno cumpliría con su palabra, pero que tenía motivos muy poderosos para saber que mi intercesión de nada valdría y que sería rechazada. Que tenía resuelto nunca solicitar una gracia, salvo en casos de mis propios compatriotas, únicos que caían bajo mi competencia.

Urien, acompañado de la policía, fue al almacén donde en teoría se ocultaban las armas. Allí trató de probar la verdad de sus declaraciones, pero todo fue en vano. Después, llevado a declarar ante el juez por segunda vez, se enredó, se contradijo. Se le informó que la garantía de su vida ya no era válida, sugiriéndole que nombrara padrino para proceder al acto de tomarle su confesión. Mientras los otros acusados encontraron padrinos y abogados de renombre que los defendieran, sus conexiones y relaciones familiares no bastaron para conseguir un padrinazgo. Propuso sucesivamente a los generales Alvear y Las Heras y a Vicente Anastasio Echevarría, pero todos se negaron: finalmente, debió designar al Defensor de Menores y Pobres, doctor Ramón Díaz. Los términos procesales fueron utilizados discrecionalmente contra el acusado; al corrérsele vista de los antecedentes de la causa, se le acordó un plazo perentorio; su abogado contestó "que hoy a las 8 de la noche se le ha avisado que la vista era hasta las 22" y al hacer su alegato de defensa recordaba que Urien había sido "abandonado hasta de sus amigos y que no ha encontrado quien le sirviese de padrino en el momento crítico de su confesión" solicitando no se le aplicara la pena máxima porque "cuántos hicieron otro tanto sin que la merezcan por ley".
Después de un trámite rápido, el nuevo tribunal dictó una sentencia en que admitía implícitamente que no tenía interés en continuar las investigaciones para no atentar contra la tranquilidad pública. Tras la fuga de Tagle, el único implicado con responsabilidad grave era el coronel Urien, que fue condenado a muerte junto con otro oficial, Benito Peralta. Todos los otros imputados recuperaron rápidamente la libertad.

### Muerte
En el libro "Cinco años de residencia en Buenos Aires: durante 1820 y 1825", redactado por un anónimo que residió en la capital en aquella época, se relata detalladamente la ejecución de Urien, el 9 de abril de 1823:

El primer fusilado que había estado implicado en la asonada fue el coronel Francisco García. A esta ejecución le siguieron dos más, las de Peralta y el coronel Urien. Este último había sido oficial tanto en Buenos Aires como en el Perú, y ahora era castigado por la participación en la conspiración, y por un asesinato cometido unos años atrás. Estaba detenido en el Cabildo, aguardando su sentencia por la última de las ofensas, y - porque estaba emparentado con Rivadavia - se estaban moviendo influencias para liberarlo, cuando los conspiradores lo rescataron. Una intensa búsqueda del prófugo fue llevada a cabo, y unos pocos días después él mismo se entregó, a condición de ser amnistiado a cambio de la delación de los involucrados en la conspiración. Varias personas fueron arrestadas a raíz de sus declaraciones, entre ellas un comerciante inglés de nombre Hargreaves, acusado de haberles vendido armas a los rebeldes a la una y las dos de la madrugada del día 19 de marzo. Una investigación demostró que todas las acusaciones eran falsas: los acusados fueron liberados, y Urien se preparó para morir.

Urien era bien conocido en los cafés de Buenos Aires. Estaba muy endeudado, y algunos de sus acreedores eran ingleses. El asesinato por el que había sido sentenciado había sido cometido en complicidad con una mujer - esposa del hombre asesinado - y el cadáver había sido cortado en pedazos y enterrado en distintos momentos y lugares. Desde el crimen, Urien había estado en Perú, y luego había vivido también en Buenos Aires, libre de toda sospecha. De muy buen aspecto, era un favorito de las mujeres, y todo un hombre de mundo.

La ejecución de Urien y Peralta tuvo lugar entre las 10 y las 11 de la mañana. Fueron conducidos desde la prisión del Cabildo en grilletes y rodeados de guardias. Lentamente se encaminaron a través de la plaza hasta el lugar señalado, cerca del fuerte, donde fueron descubiertos, cada uno de ellos portando una cruz, acompañados de sacerdotes. Urien atraía mucho la atención, dada su elevada estatura, su contextura morena y expresiva. Vestía una levita de seda, y caminaba sin ayuda, con gran firmeza; cada tanto aparecía una sonrisa en su rostro, mientras conversaba con los sacerdotes. Se hubiera ganado la simpatía general, de no haber sido por sus crímenes tan terribles. Como estaban las cosas, a la piedad se mezclaba el disgusto de que semejante hombre pudiera ser tan culpable. El otro pobre hombre, Peralta, cubierto por un largo saco, absorto, sostenido por sus amigos y los sacerdotes, era la personificación de la miseria. Al llegar al arco que dividía las plazas, les fue leída la sentencia; y una vez más al llegar al lugar fatal, al que tardaron un rato en arribar, dada la lentitud con que la procesión avanzaba. Ya cerca del Fuerte, Urien divisó a los artilleros armados sobre la muralla, su resolución pareció flaquear, y aparentemente deseó prolongar el tiempo en el lugar de la ejecución, conversando con los que lo rodeaban. Finalmente, tomó asiento. Su compañero, durante su tardanza, se había sentado, y, llegado el momento decisivo, pareció más compuesto que Urien. Los soldados abrieron fuego: Peralta cayó muerto, pero Urien seguía en su lugar, en apariencia sólo superficialmente herido. El redoble de los tambores cesó, y a continuación se desarrolló una escena espantosa. Varios soldados apuntaron con sus mosquetes a la cabeza de Urien: uno después del otro, todas las armas fallaron; finalmente, uno detonó, pero de acuerdo con el reporte recibido, estaba apenas cargado. El pobre infeliz cayó al suelo, pero no muerto aún; intentó erguirse, apoyándose sobre uno de sus codos. Una nueva descarga de los mosquetes, y Urien quedó inmóvil. Es fácil imaginar el sentimiento de los espectadores ante esta tremenda escena. El ataúd y el coche fúnebre esperaban, y, tras el paso de las tropas, los cuerpos fueron subidos a él y llevados a enterrar. Una gran cantidad de público presenció la ejecución.

El mismo día de su ejecución, Urien fue sepultado en una fosa común en el Cementerio del Norte, recién inaugurado, junto con Peralta.